# Mormodes
Mormodes – rodzaj roślin z rodziny storczykowatych (Orchidaceae). Obejmuje 85 gatunków. Rośliny występują w Ameryce Środkowej i Południowej w takich krajach i regionach jak: Belize, Boliwia, Brazylia, Kolumbia, Kostaryka, Ekwador, Salwador, Gujana Francuska, Gujana, Gwatemala, Honduras, Meksyk, Nikaragua, Panama, Peru, Surinam, Wenezuela.

## Systematyka
Rodzaj sklasyfikowany do podplemienia Catasetinae w plemieniu Cymbidieae, podrodzina epidendronowe (Epidendroideae), rodzina storczykowate (Orchidaceae), rząd szparagowce (Asparagales) w obrębie roślin jednoliściennych.
Wykaz gatunków
- Mormodes andicola Salazar
- Mormodes andreettae Dodson
- Mormodes arachnopsis Archila & Chiron
- Mormodes aromatica Lindl.
- Mormodes atropurpurea Lindl.
- Mormodes aurantiaca Schltr.
- Mormodes aurea L.C.Menezes & Tadaiesky
- Mormodes auriculata F.E.L.Miranda
- Mormodes badia Rolfe ex W.Watson
- Mormodes buccinator Lindl.
- Mormodes calceolata Fowlie
- Mormodes carnevaliana Salazar & G.A.Romero
- Mormodes cartonii Hook.
- Mormodes castroi Salazar
- Mormodes chrysantha Salazar
- Mormodes claesiana Pabst
- Mormodes colossus Rchb.f.
- Mormodes convoluta Lindl. & Paxton
- Mormodes cozticxochitl Salazar
- Mormodes cucumerina Pabst
- Mormodes dasilvae Salazar
- Mormodes dayana Rchb.f.
- Mormodes densiflora F.E.L.Miranda
- Mormodes elegans F.E.L.Miranda
- Mormodes ephippilabia Fowlie
- Mormodes escobarii Pabst
- Mormodes estradae Dodson
- Mormodes fractiflexa Rchb.f.
- Mormodes frymirei Dodson
- Mormodes guentheriana (Kraenzl.) Mansf.
- Mormodes gurupiensis Campacci & J.B.F.Silva
- Mormodes hoehnei F.E.L.Miranda & K.G.Lacerda
- Mormodes hookeri Lem.
- Mormodes horichii Fowlie
- Mormodes ignea Lindl. & Paxton
- Mormodes issanensis F.E.L.Miranda & K.G.Lacerda
- Mormodes jamanxinensis Campacci & J.B.F.Silva
- Mormodes kleberiana Campacci & J.B.F.Silva
- Mormodes lancilabris Pabst
- Mormodes lawrenceana Rolfe
- Mormodes lineata Bateman ex Lindl.
- Mormodes lobulata Schltr.
- Mormodes luxata Lindl.
- Mormodes maculata (Klotzsch) L.O.Williams
- Mormodes mejiae Pabst
- Mormodes morenoi R.Vásquez & Dodson
- Mormodes mutunensis J.B.F.Silva & G.F.Carr
- Mormodes nagelii L.O.Williams
- Mormodes oberlanderiana F.Lehm. & Kraenzl.
- Mormodes oceloteoides S.Rosillo
- Mormodes oestlundiana Salazar & Hágsater
- Mormodes orinocoensis Salazar & G.A.Romero
- Mormodes pabstiana J.Cardenas, A.Ramírez & S.Rosillo
- Mormodes paraensis Salazar & da Silva
- Mormodes pardalinata S.Rosillo
- Mormodes peruviana Salazar
- Mormodes porphyrophlebia Salazar
- Mormodes powellii Schltr.
- Mormodes punctata Rolfe
- Mormodes ramirezii S.Rosillo
- Mormodes rodrigoi Archila & Chiron
- Mormodes rodriguesiana Salazar
- Mormodes rolfeana L.Linden
- Mormodes romanii Dodson
- Mormodes rosea Barb.Rodr.
- Mormodes saccata S.Rosillo
- Mormodes salazarii M.A.Blanco, J.E.Jiménez & P.Juárez
- Mormodes × salvadorensis Hamer & Garay
- Mormodes sanguineoclaustra Fowlie
- Mormodes sinuata Rchb.f. & Warm.
- Mormodes skinneri Rchb.f.
- Mormodes sotoana Salazar
- Mormodes speciosa Linden ex Lindl. & Paxton
- Mormodes tapoayensis F.E.L.Miranda & K.G.Lacerda
- Mormodes tezontle S.Rosillo
- Mormodes theiochlora (Rchb.f.) Salazar
- Mormodes tibicen Rchb.f.
- Mormodes tigrina Barb.Rodr.
- Mormodes tuxtlensis Salazar
- Mormodes uncia Rchb.f.
- Mormodes variabilis Rchb.f.
- Mormodes vernixioidea Pabst
- Mormodes vernixium Rchb.f.
- Mormodes vinacea Hoehne
- Mormodes warszewiczii Klotzsch